# خولیو دیامانته
خولیو دیامانته (اسپانیایی: Julio Diamante‎؛ زادهٔ ۲۷ دسامبر ۱۹۳۰ - درگذشته ۱ اوت ۲۰۲۰) کارگردان فیلم، فیلم‌نامه‌نویس و کارگردان تلویزیونی اهل اسپانیا بود.
از فیلم‌ها یا مجموعه‌های تلویزیونی که وی در آن‌ها نقش داشته‌است، می‌توان به هنر زندگی اشاره نمود.